# Narcissus willkommii
Narcissus willkommii es troba dins del grup N. jonquilla, dins la secció Jonquillae DC junt amb altres espècies com N. jonquilla L., N. requienii Roem, N. gaditanus Bois + Reut i N. fernandesii Pedro. És molt semblant a les espècies N. jonquilloides i N. fernandesii, distingint-se d'elles, en particular, per les flors més petites, i el tub hipantial molt menor.

## Descripció
És una bulbosa endèmica de l'Algarve (Portugal) de la zona de la Ribeira de Quarteira un xic desconeguda en la flora nacional portuguesa. Considerat com un dels tresors de la flora nacional. També ha estat anomenada, per alguns autors, al Sud d'Espanya. Encara que presenta una floració vistosa ha estat considerada durant molt de temps com extinta degut a la desaparició d'algunes poblacions conegudes. Només en els anys 90, el botànic C. Gomes Pinto assenyala el seu redescobriment en el cor de l'Algarve.

### Fulles
Les primeres fulles surten després de les pluges de tardor i romanen fins a abril-maig. Les fulles es presenten verticals, semilinears i grassonetes. Poden arribar fins a 50 cm de llarg i 0,3 d'ample.

### Inflorescència/Flor
La inflorescència varia entre els 20-50cm d'alçada i la seva part superior presenta d'1 a 5 flors grogues, molt vistoses i fragants. Els segments del periant (tèpals) que oscil·la entre 0,6 i 0,9 cm, són ovats el·líptics, lleugerament apiculats i la corona té el marge sinuat. El tub de l'hipant N. willkommii és recte i verd, amb 1,2 a 1,5 cm de longitud.

#### Floració
El període de floració pot tenir lloc des de principis de febrer fins a finals de març, amb una màxima que es presenta generalment a principis de març. La florida d'un individu pot durar unes dues setmanes, temps durant el qual les flors emeten una olor bastant intensa. El fruit és una càpsula amb prop de 10 llavors globoses i negres, amb una fructificació des de finals de març fins a finals d'abril.

## Distribució i hàbitat
Colonitza diferents tipus de marges dels rierols: pendents amb argila sorrenca revestit per vegetació herbàcia, barrejats entre baladres. Actualment l'espècie té una distribució molt limitada, sabent d'una sola població, amb prop de 30 nuclis, una distància de 4-5 km al llarg de la Ribeira de Quarteira (Carapeto, 2006). No obstant això, els espècimens d'herbari recol·lectats a prop de Loulé (1964) i S. Brás (1971) demostren que les espècies tenien en el passat recent, una distribució més àmplia a la regió. L'espècie sembla jugar bé per llavors, i hi ha hagut un èxit d'alta germinació en condicions controlades, i les causes del seu declivi general continuen sent poc coneguts. L'expansió de les plantacions de canya de denses, la depredació de les seves flors i fruits i la pertorbació humana en els bancs, van ser alguns dels factors d'amenaça indicats per Carapeto (2006), però és possible que la disminució pot estar relacionada amb els canvis en el règim de les aigües en els rius de l'Algarve central, en particular la disminució del flux a l'hivern.

## Estat de conservació
La reducció de l'àrea de distribució d'aquest endemisme fa que sigui una espècie rara i extremadament vulnerable als diversos factors d'amenaça encara que Narcís willkommii no mostra l'estat de conservació, i fins i tot s'ha "oblidat" en els annexos de la Directiva 92/43 / CEE, potser creuen que l'espècie podria extingir-se. Una prospecció realitzada el 2006 en diversos cursos d'aigua centrals de l'Algarve, no es van detectar nous assentaments, de manera que, tot i l'única població coneguda està a la zona protegida per la xarxa Natura 2000, la forta caiguda que es va produir en la segona meitat del segle xx.